# Catedral de la Santísima Trinidad (Jerusalén)
La Catedral de la Santísima Trinidad (en ruso: Свято-Троицкий собор) es una catedral de la iglesia ortodoxa rusa que se encuentra en Jerusalén, perteneciente a la Misión Rusa del Patriarcado de Moscú. La tierra donde se localiza fue adquirida para construir una iglesia dedicada a la Santísima Trinidad el 30 de agosto (11 de septiembre) de 1860. La iglesia fue terminada en 1863, pero solo y solemnemente consagrada por el Patriarca de Jerusalén, Cyril II, el Archimandrita de la misión, Antonin Kapustin y cuatro sacerdotes en 1872. La iglesia es de cinco cúpulas de estilo neo-bizantino.